# 4-hydroxy-TEMPO
4-hydroxy-TEMPO, jinak nazývané TEMPOL (systematický název (4-hydroxy-2,2,6,6-tetramethylpiperidin-1-yl)oxyl) je organická sloučenina patřící mezi piperidiny a stabilní aminoxylové radikály. Jako i podobná sloučenina TEMPO se používá jako katalyzátor a oxidační činidlo; oproti němu je méně nákladné.
Připravuje se z triacetonaminu, získávaného kondenzací acetonu s amoniakem.
Nízké náklady činí z této sloučeniny látku vhodnou pro průmysl.

Příprava 4-hydroxy-TEMPO z foronu, vzniklého kondenzací acetonu a amoniaku

V biochemickém výzkumu má 4-hydroxy-TEMPO možné využití jako zachytávač reaktivních forem kyslíku. Katalyzuje disproporcionace superoxidů, usnadňuje metabolismus peroxidu vodíku a inhibuje fentonovské reakce.
4-hydroxy-TEMPO a podobné nitroxidy jsou zkoumány jako možné antioxidanty.
V průmyslu má 4-hydroxy-TEMPO využití jako složka stabilizátorů aminů, což jsou časté stabilizační přísady do plastů; také slouží jako inhibitor polymerizace, například v přečišťování styrenu.